# Phyllonorycter obtusifoliella
Phyllonorycter obtusifoliella är en fjärilsart som beskrevs av Gerfried Deschka 1974. Phyllonorycter obtusifoliella ingår i släktet guldmalar, och familjen styltmalar.
Artens utbredningsområde är:
- Cypern.
- Grekland.

Inga underarter finns listade i Catalogue of Life.